# Bankia carinata
Bankia carinata är en musselart som först beskrevs av John Edward Gray 1827.  Bankia carinata ingår i släktet Bankia och familjen skeppsmaskar. Inga underarter finns listade i Catalogue of Life.